# Adolph Rickenbacker
Adolph Rickenbacker (eredeti nevén Rickenbacher) (Bázel, Svájc, 1887. április 1. – Los Angeles, Kalifornia, 1976. március 21.) hangszerész, a Rickenbacker hangszercég alapítója, az elektromos hangszedő egyik kifejlesztője. 1931-ben George Beauchamp segítségével megalkotta a világ első elektromos gitárját, a Rickenbacker A–22-est, melyet kinézete miatt csak „Frying Pan”-nek, azaz serpenyőnek neveztek.
Az első világháború elől menekülve emigrált az Amerikai Egyesült Államokba, Los Angelesbe. Nevét ekkor változtatta a németes hangzású Rickenbacherről ck-s formára. Cége, a Rickenbacker Manufacturing Company a National String Instrument Corporation számára gyártott fém hangszertesteket még az 1920-as évek elején.
Később George Beauchamp és Paul Barth segítségével a „serpenyő” gyártására megalapították a Ro-Pat-In Company-t, melyet 1934-ben átneveztek Electro String Instrument Corporation-re. Ez volt a világon az első vállalat, mely elektromos hangszerek gyártásával és forgalmazásával foglalkozott. Rickenbacker 1953-ig maradt a vállalkozás élén, amikor is eladta részesedését az F.C. Hallnak.